# NGC 3097
NGC 3097 je jedan do danas nepotvrđen objekt u zviježđu Velikom medvjedu.  Sva promatranja poslije nisu na tom položaju uočila nikoji objekt.

## Vanjske poveznice
- SEDS: NGC 3097
- SIMBAD
- NASA/IPAC